# Сухов, Иван Прокофьевич
Иван Прокофьевич Сухов (23 ноября 1895 — 6 сентября 1962) — советский и польский военачальник, Герой Советского Союза, генерал-полковник танковых войск, генерал брони (ПНР).
Член ВКП(б)/КПСС с 1920 года.

## Биография

### Ранние годы
Родился 23 ноября 1895 года в селе Подъём-Михайловка Самарской губернии. После окончания начальной школы, учился в ремесленном училище. Работал слесарем и шахтёром. В 1915 году призван в Русскую императорскую армию. В 1916 году окончил Саратовскую школу прапорщиков. Во время Первой мировой войны командовал ротой на Юго-Западном фронте.

### На службе в Красной армии
С декабря 1918 года в Красной Армии. С февраля 1919 года — командир батальона 1-го Самарского территориального полка, с июня — командир 9-го Самарского крепостного полка 4-й армии, затем на должности заведующего военно-санитарным транспортом 3-й Самарской крепостной бригады. С августа 1920 года в должности помощника начальника штаба 9-й стрелковой бригады 3-й стрелковой дивизии. В годы Гражданской войны сражался на Южном фронте против армий Деникина и Врангеля.
После гражданской войны продолжил служить в 3-й Казанской стрелковой дивизии Харьковского военного округа. В 1922 году окончил курсы Высшей тактико-стрелковой школы имени III Коминтерна. С августа 1923 года вновь в прежней дивизии на должности помощника командира 3-го стрелкового полка, затем — помощника командира и командир 7-го стрелкового полка. В 1929 году вновь окончил курсы старшего комсостава в Высшей тактико-стрелковой школе имени III Коминтерна. По окончании курсов, вплоть до марта 1933 года, служил на этих курсах преподавателем тактики, начальником среднего курса, начальником учебного отдела и главным руководителем тактики по совместительству, начальник учебной части курсов. В 1933 году окончил Академические курсы технического усовершенствования комсостава при Военной академии механизации и моторизации имени И. В. Сталина. С декабря 1933 года назначен старшим преподавателем тактики и начальником курса этой академии. В 1934 году окончил Военную академию РККА имени М. В. Фрунзе. С 1936 года на должности начальника штаба, с мая 1937 года — командир 7-й запасной танковой бригады Уральского военного округа (впоследствии 43-я легкотанковая бригада).
Был репрессирован, затем восстановлен в РККА. В декабре 1939 года назначен преподавателем кафедры службы тыла ВАМиМ имени И. В. Сталина, затем — временно исполняющим должность начальника кафедры тактики. Постановлением Совета Народных Комиссаров Союза ССР от 4 июня 1940 года Сухову И. П. присвоено воинское звание «генерал-майор танковых войск».

### Великая Отечественная война
В июле 1941 года утверждён в должности начальника кафедры тактики. С августа по октябрь 1941 года по совместительству являлся начальником штаба одного из секторов обороны Москвы. C сентября 1943 года — заместитель командующего 3-й гвардейской танковой армией. Одновременно с 25 сентября по 5 октября временно командовал 6-м гвардейским танковым корпусом. Участвовал в битве за Днепр, в Киевской оборонительной и наступательной операциях, Житомирско-Бердичевской и Проскуровско-Черновицкой наступательных операциях. Постановлением Совета Народных Комиссаров Союза ССР от 18 февраля 1944 года удостоен звания генерал-лейтенанта танковых войск. С 7 апреля 1944 года — командир 9-го механизированного корпуса 3-й гвардейской танковой армии 1-го Украинского фронта. 22 апреля 1945 года 9-й механизированный корпус совместно с 6-м гвардейским танковым корпусом форсировали канал Ноте, а к концу дня, пройдя 25 километров, вышли к Тельтову каналу. 23 апреля части 9-го механизированного корпуса в районе Бонсдорфа соединились с войсками 1-й гвардейской танковой и 8-й гвардейской армий Белорусского фронта, тем самым завершив окружение франкфуртско-губенской группировки противника. 24 апреля части 9-го механизированного корпуса под командованием генерала Сухова И. П. форсировали Тельтов канал.
С 6 по 11 мая 1945 года 9-й механизированный корпус принимал участие в Пражской наступательной операции.

### После войны

Могила Сухова на Новодевичьем кладбище Москвы.

Указом Президиума Верховного Совета СССР от 29 мая 1945 года за умелое командование механизированным корпусом, образцовое выполнение боевых заданий командования на фронте борьбы с немецко-фашистским захватчиками и проявленные при этом мужество и героизм генерал-лейтенанту танковых войск Сухову Ивану Прокофьевичу присвоено звание Героя Советского Союза с вручением ордена Ленина и медали «Золотая Звезда» (№ 6569).
24 июня 1945 года принимал участие в Параде Победы на Красной площади. После войны, до декабря 1945 года, командовал тем же корпусом, затем — заместитель командующего 3-й гвардейской танковой армии Центральной группы войск. С февраля 1946 года — 1-й заместитель начальника Военной академии бронетанковых войск имени И. В. Сталина. С ноября 1947 года по июнь 1948 года — ВрИД начальника академии. С сентября 1949 года в распоряжении Министерства обороны Польши, командующий бронетанковыми и механизированными войсками Войска Польского. 12 августа 1955 года присвоено воинское звание «генерал-полковника танковых войск». С 1957 года в отставке.
Скончался 6 сентября 1962 года в Москве. Похоронен на Новодевичьем кладбище.

## Награды и звания
Советские государственные награды и звания:
- Герой Советского Союза (29.05.1945, медаль «Золотая Звезда» № 6569);
- два ордена Ленина (21.02.1945; 29.05.1945);
- два ордена Красного Знамени (03.11.1944; 20.06.1949);
- два ордена Суворова 2 степени (№ 1037 — 10.01.1944 и № 610 — 25.08.1944);
- орден Кутузова 2 степени (№ 1606 — 06.04.1945);
- орден Богдана Хмельницкого 2 степени (№ 251 — 29.05.1944);
- орден Красной Звезды (24.06.1943);
- медали.

Польские награды:
- орден «Знамя Труда» 1 степени (1955);
- Командор со звездой ордена Возрождения Польши (1956);
- Рыцарский крест ордена Virtuti Militari (1946);
- Командор ордена Возрождения Польши (1954);
- орден «Крест Грюнвальда» 3 степени (1946).

Награды других стран:
- орден «Легион почёта» степени командора (США, август 1944)[4];
- Военный крест (Чехословакия 1945).